# Segunda División de Camboya
La Segunda División de Camboya es la segunda liga de fútbol más importante de Camboya, la cual fue creada en el año 2016 y es organizada por la Federación de Fútbol de Camboya.

## Historia
La liga inicia en el año 2016 con la participación de 6 equipos representantes de las seis regiones (Norte, Sur, Este, Oeste, Centro, y Phnom Penh) provenientes de la Copa Hun Sen, donde los dos primeros lugares de la liga logran el ascenso a la Liga C.

## Reglas
Cada equipo debe tener al menos a la mitad de la plantilla con jugadores menores de 21 años, y no se permiten jugadores extranjeros.